# Prkosava
Prkosava (cyr. Пркосава) – wieś w Serbii, w mieście Belgrad, w gminie miejskiej Lazarevac. W 2011 roku liczyła 259 mieszkańców.